# Nachtmütze

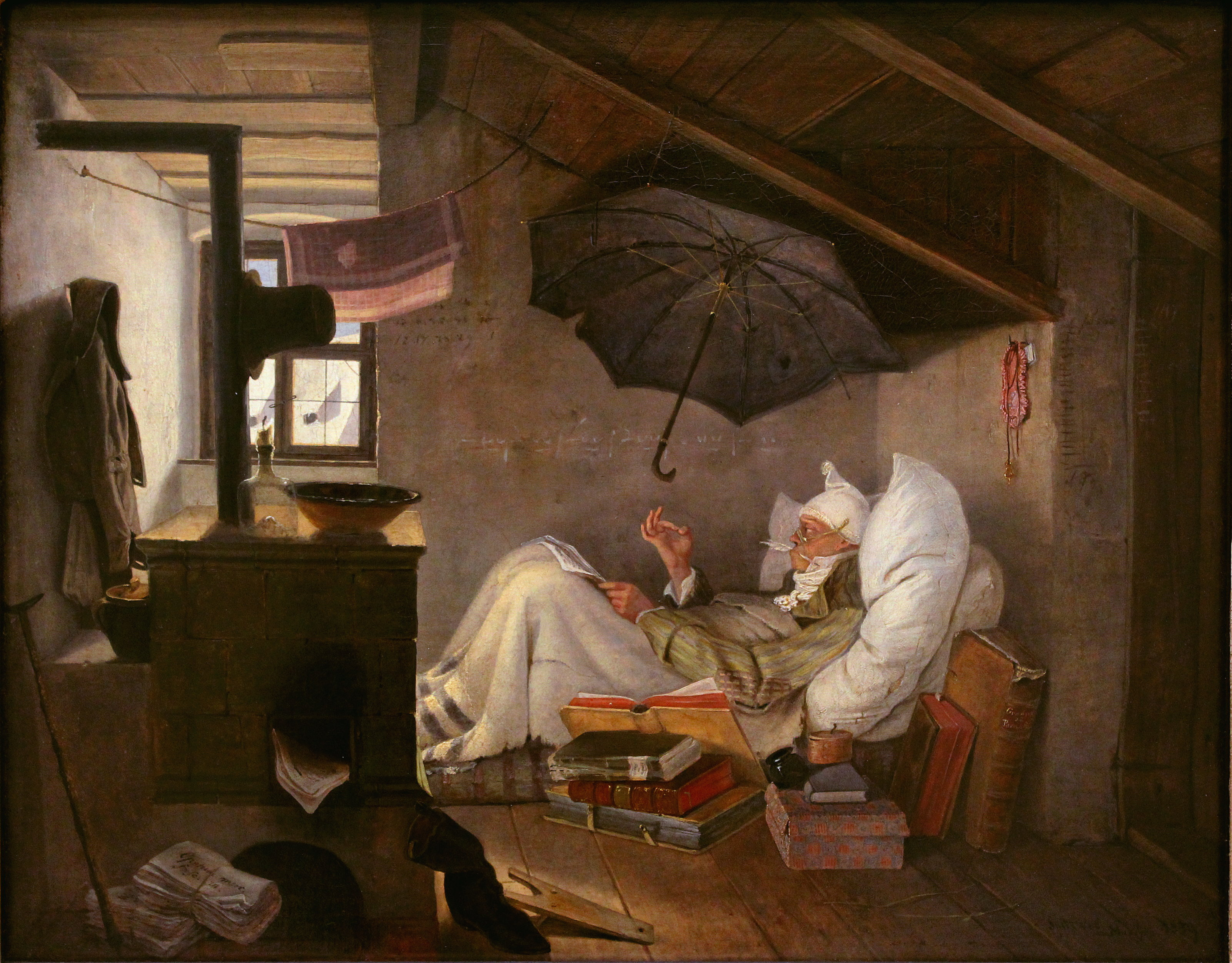
Der arme Poet mit Nachtmütze, Gemälde von Carl Spitzweg, 1839

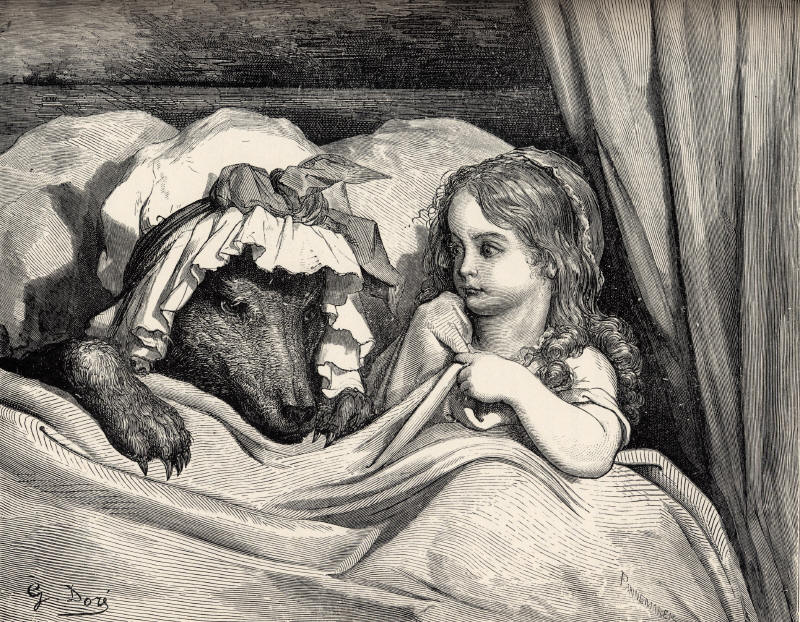
Rotkäppchen und der böse Wolf. In dem Holzschnitt von Gustave Doré trägt der Wolf die Schlafhaube der Großmutter

Eine Nachtmütze, auch Schlafmütze genannt, ist eine Kopfbedeckung, die im Bett getragen wurde, da Schlafzimmer nicht so gut beheizt waren, wenn überhaupt. Frauen trugen Nachtmützen, um ihre Frisuren vor dem „Versitzen“ zu schützen; Männer mit Glatze trugen tagsüber Perücken und nachts Schlafmützen, da ihr Kopf sonst fror.
Schlafmützen wurden auch zum Schutz des Kopfkissens gegen Verschmutzung getragen, als im 19. Jahrhundert die Haare mit Pomade frisiert wurden.
Bis zum Beginn des 19. Jahrhunderts trugen Männer eine Zipfelmütze als Hausmütze, danach nur noch als Schlafmütze. Um 1850 waren Schlafhauben die nächtliche Kopfbedeckung vornehmer Frauen und Schlafmützen setzten sich nur Frauen des niederen Standes auf.
Im übertragenen Sinn, bereits seit dem 18. Jahrhundert, versteht man unter „Schlafmütze“ auch einen langsamen, schwerfälligen, unaufmerksamen oder faulen Menschen bzw. einen Langschläfer. In der politischen Karikatur ist die Schlafmütze ein Attribut des deutschen Michels.
Das Tragen von Nachthauben ist heute im europäischen Raum unüblich; selten werden sie noch bei sehr langen Haaren genutzt, um das Haar zu schonen und unbequemes Daraufliegen zu verhindern. Bei afrokrausem Haar sind Nachthauben aus glatten Stoffen wie Seide und Satin verbreiteter, da die Haarstruktur empfindlicher gegen Reibung und Austrocknung ist. Diese Hauben werden im englischen Sprachraum als Snood oder Bonnet bezeichnet.